# Nu tändas tusen juleljus
Nu tändas tusen juleljus (it: "Ora si accendono mille luci di Natale") o semplicemente Nu tändas è un tradizionale canto natalizio svedese, scritto nel 1898 da Emmy Köhler (1858 - 1925; autrice sia del testo che della melodia) e apparso per la prima volta nel giornale Korsblomman nello stesso anno. 
Si tratta del canto natalizio più popolare in Svezia e nella Finlandia di lingua svedese nel XX secolo.

## Versioni
Tra le versioni più celebri, ricordiamo quella di Agnetha Fältskog (ex-cantante degli ABBA), pubblicata nel suo album natalizio Nu tändas tusen juleljus.
La canzone è stata adattata anche in lingua norvegese con il titolo Nå tennes tusen julelys.